# Qarabağ FK
Qarabağ Futbol Klubu azerbajdžanski je nogometni klub. Trenutačno se natječe u Premijer ligi Azerbajdžana.
Klub potječe iz Agdama koji je donedavno bio dio Gorskog Karabaha. Qarabağ nije odigrao niti jednu utakmicu u Agdamu od 1993. zbog Prvog rata u Gorskom Karabahu kojim je Azerbajdžan izgubio kontrolu nad Agdamom. Danas klub svoje domaće utakmice igra u Bakuu, glavnom gradu Azerbajdžana.
Uz Neftçi Baku jedini je klub koji je igrao sve sezone Premier lige.

## Povijest
Klub je osnovan 1951. kao Məhsul nakon izgradnje Stadiona Imarat u Agdamu, tada dijelom Azerbajdžanskog SSR-a. U prvenstvu Azerbajdžanskog SSR-a prvi put je igrao 1966. kada je završio 4. Dvije godine kasnije bio je doprvak, no od tada nije nastupao u prvenstvu. Klub je obnovljen 1977. pod imenom Şəfəq te se počeo natjecati u drugoj ligi. Od 1982. do 1987. nosio je ime Kooperator. Kao Qarabağ je prvi put osvojio prvenstvo Azerbajdžanskog SSR-a 1988.
Raspadom SSSR-a Azerbajdžanska SSR prestala je postojati te je Azerbajdžan stekao neovisnost. Armenske snage zauzele su Agdam 23. srpnja 1993. tijekom Prvog rata u Gorskom Karabahu. Klub je bio primoran preseliti se u Baku. Unatoč poteškoćama klub je te godine osvojio prvenstvo i kup.

## Stadion
Qarabağ igra domaće utakmice u Bakuu. Ligaške utakmice igra na Azersun Areni, a europske na Olimpijskom stadionu i Stadionu Tofik Bahramov.
Klub je prvotno igrao domaće utakmice na agdamskom Stadionu Imarat koji je uništen 1993. armenskim bombardiranjem tijekom Prvog rata u Gorskom Karabahu. Klub je također prethodno igrao na Stadionu olimpijskog kompleksa u Kuzanljiju, općini u Agdamskom rajonu.

## Uspjesi

### Azerbajdžan
Azerbajdžanska Premier liga
- Prvak (12): 1993., 2013./14., 2014./15., 2015./16., 2016./17., 2017./18., 2018./19., 2019./20., 2021./22., 2022./23., 2023./24., 2024./25.

Azerbajdžanski nogometni kup
- Osvajač (8): 1993., 2005./06., 2008./09, 2014./15., 2015./16., 2016./17., 2021./22., 2023./24.

Azerbajdžanski nogometni superkup
- Osvajač (1): 1994.

### SSSR
Prvenstvo Azerbajdžanskog SSR-a
- Osvajač (2): 1988., 1990.

Kup Azerbajdžanskog SSR-a
- Osvajač (1): 1990.

## Vanjske poveznice
- Službena web-stranica
- Profil, UEFA
- Profil, FIFA